# Єлса

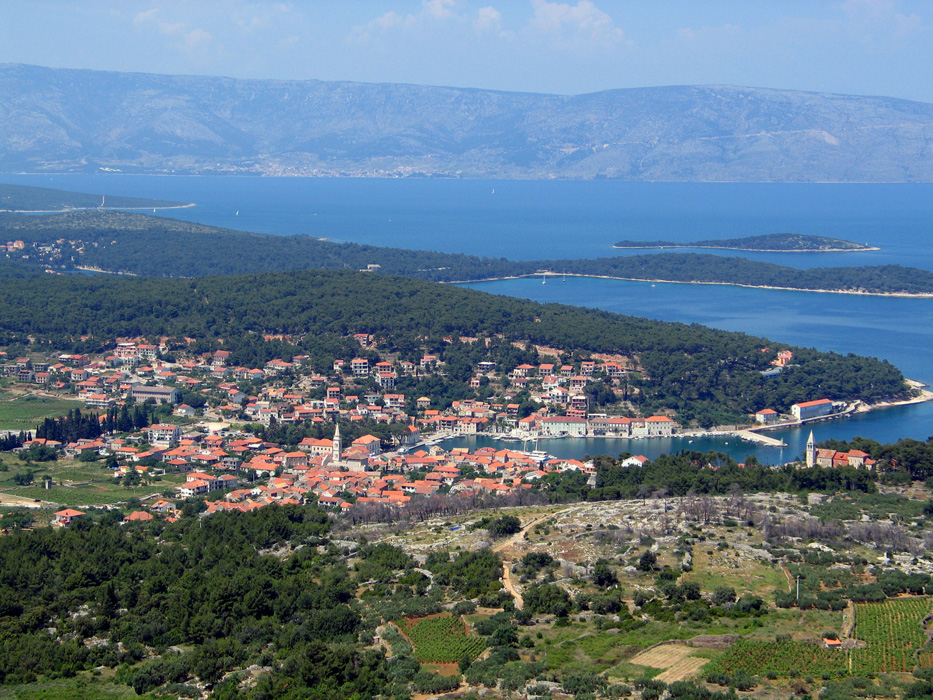
Панорама міста

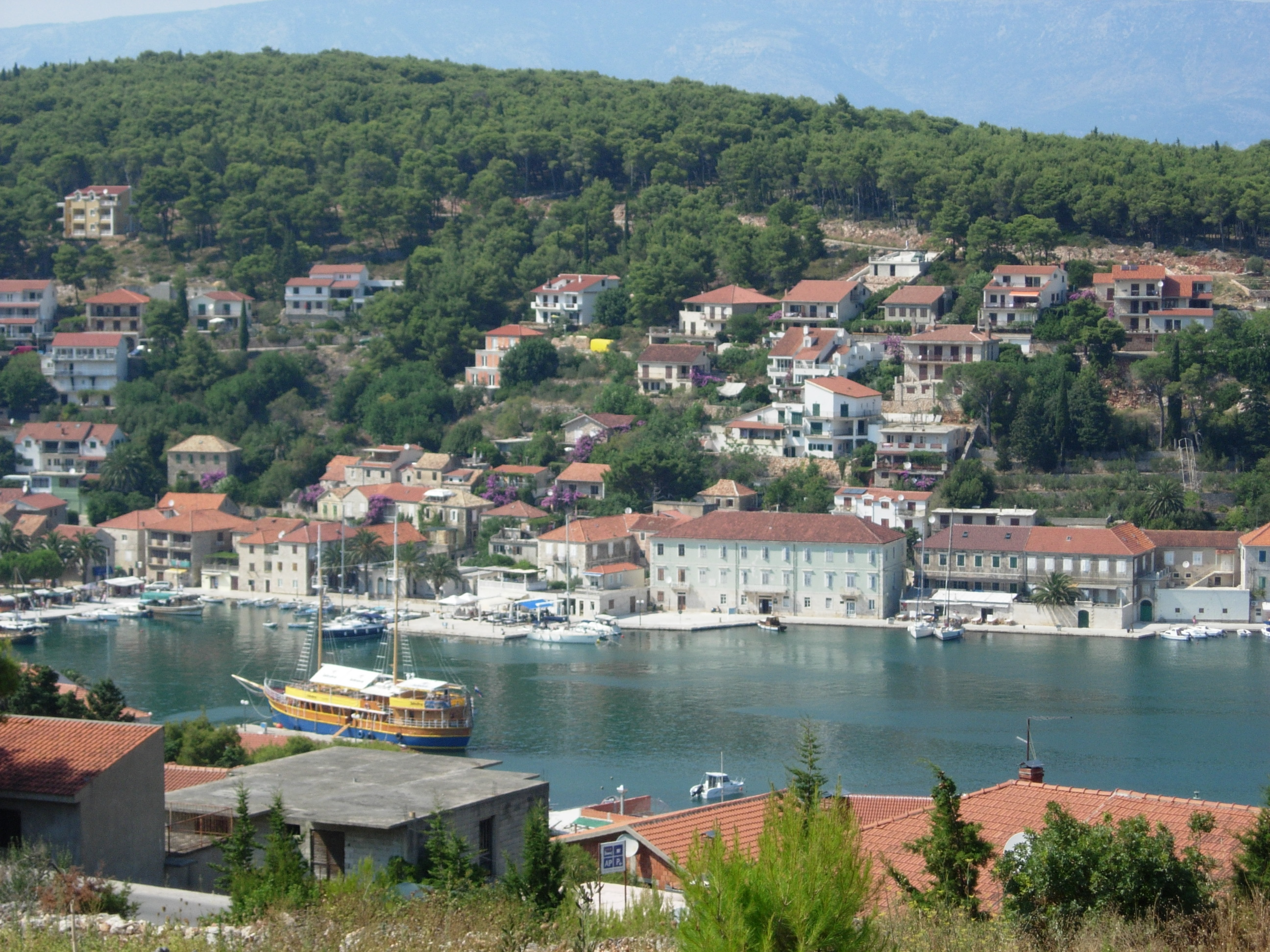
Затока в Єлсі

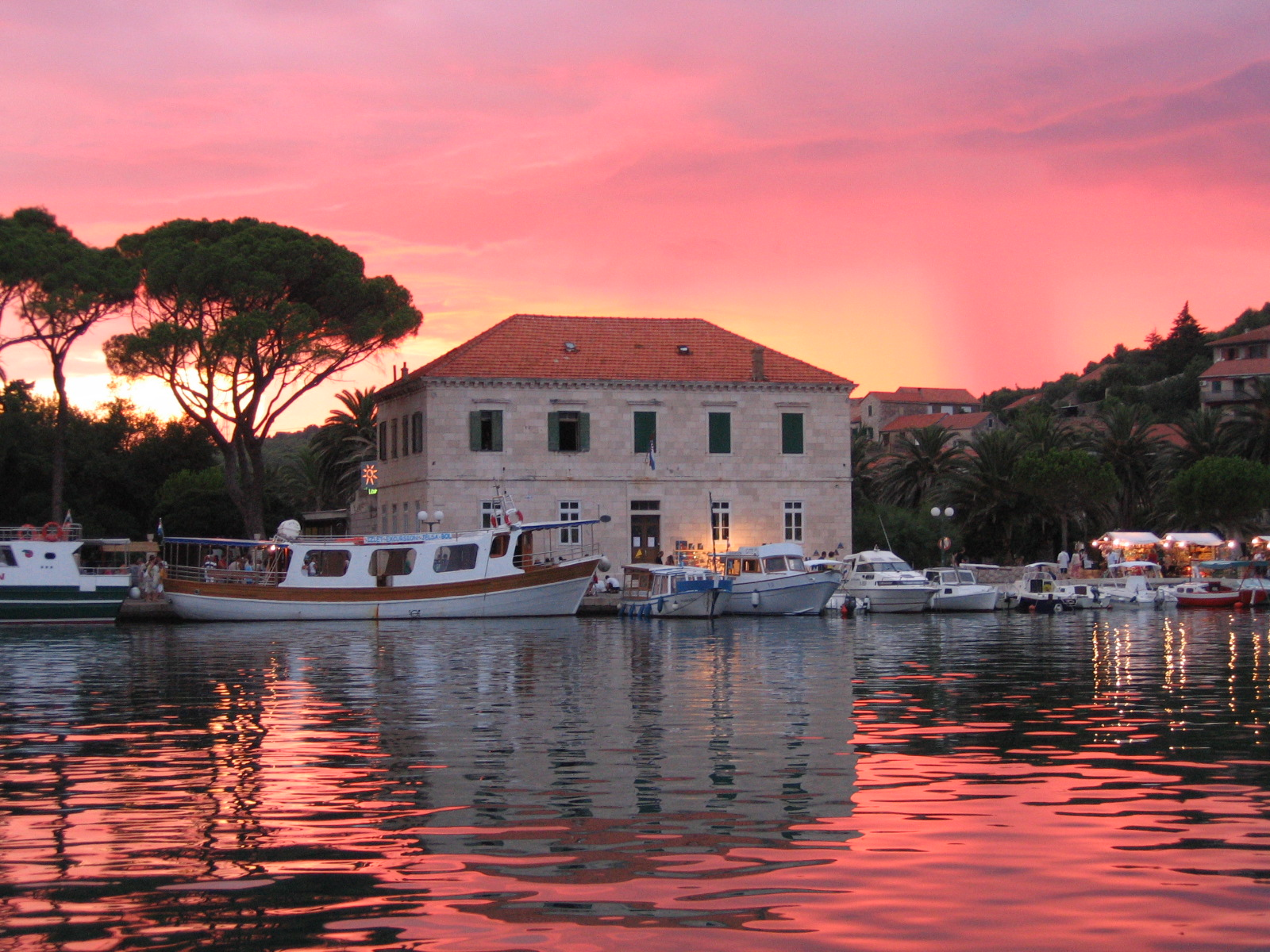
Бібліотека Єлси

Єлса (хорв. Jelsa) — місто й однойменний муніципалітет у Хорватії на острові Хвар у складі Сплітсько-Далматинської жупанії.
Муніципалітет займає площу 121,2 км² з північного узбережжя до південного узбережжя острова Хвар.

## Географія
Місто Єлса розташоване на узбережжі затоки по центру північного берега острова Хвар. На південь від міста знаходяться густі соснові ліси на пологих пагорбах хребта острова. Єлса — єдине місце на острові з великою кількістю прісної води, що сприяє вирощуванню тут сільськогосподарських культур. Сільськогосподарські плантації на захід від міста знаходяться під захистом ЮНЕСКО.

## Історична довідка
Старе місто Єлси згадується в Статуті острова Хвар у 1331 році. Проте достеменно не відоме місце знаходження згаданої у документі частини міста.

## Населення
Населення громади за даними перепису 2011 року становило 3582 осіб. Населення самого поселення становило 1801 осіб.
Динаміка чисельності населення громади:
Динаміка чисельності населення центру громади:

## Населені пункти
Крім поселення Єлса, до громади також входять: 
- Гдинь
- Громин Долаць
- Хумаць
- Іван-Долаць
- Питве
- Поліця
- Свирче
- Врбоська
- Врисник
- Застражище
- Завала

## Клімат
Середня річна температура становить 16,01°C, середня максимальна – 27,88°C, а середня мінімальна – 3,84°C. Середня річна кількість опадів – 745 мм.
| Клімат поселення                              | Клімат поселення | Клімат поселення | Клімат поселення | Клімат поселення | Клімат поселення | Клімат поселення | Клімат поселення | Клімат поселення | Клімат поселення | Клімат поселення | Клімат поселення | Клімат поселення | Клімат поселення |
| Показник                                      | Січ.             | Лют.             | Бер.             | Квіт.            | Трав.            | Черв.            | Лип.             | Серп.            | Вер.             | Жовт.            | Лист.            | Груд.            |                  |
| Середній максимум, °C                         | 13,39            | 12,02            | 14,29            | 17,51            | 22,34            | 26,22            | 27,88            | 27,86            | 23,63            | 19,51            | 15,31            | 13,62            |                  |
| Середня температура, °C                       | 9,29             | 7,93             | 10,21            | 13,42            | 18,27            | 22,14            | 25,04            | 25,04            | 20,80            | 16,69            | 12,50            | 10,80            |                  |
| Середній мінімум, °C                          | 5,21             | 3,84             | 6,13             | 9,33             | 14,19            | 18,05            | 22,23            | 22,22            | 17,98            | 13,85            | 9,66             | 7,97             |                  |
| Норма опадів, мм                              | 74               | 61               | 66               | 60               | 49               | 39               | 25               | 42               | 62               | 83               | 98               | 86               |                  |
| Середньомісячна швидкість вітру, м/с          | 3.74             | 4.01             | 4.03             | 3.66             | 3.18             | 2.89             | 2.93             | 2.77             | 3.13             | 3.39             | 4.20             | 4.19             |                  |
| Середньомісячна сонячна радіація, кДж/м²·день | 5717             | 8443             | 12127            | 16609            | 20587            | 23295            | 25078            | 22063            | 16338            | 10655            | 6172             | 4807             |                  |
| --------------------------------------------- | ---------------- | ---------------- | ---------------- | ---------------- | ---------------- | ---------------- | ---------------- | ---------------- | ---------------- | ---------------- | ---------------- | ---------------- | ---------------- |
| Джерело:                                      |                  |                  |                  |                  |                  |                  |                  |                  |                  |                  |                  |                  |                  |

## Економіка
Єлса в першу чергу розвивалася як портове місто. У сучасній Єлсі розвиваються багато малих підприємств. Важливою галуззю доходів острова є туризм. За першими офіційними джерелами туризм почав розвиватися у 1868 році, хоча за дослідженнями коріння сягає ще часів Римської імперії. Перший готель у Єлсі відкрито у 1911 році.

## Культура
В останні вихідні серпня у Єлсі відбувається винний фестиваль.

## Визначні місця
- Церква Св. Марії
- Церква Св. Івана
- Бібліотека Єлси
- Громадський парк
- Площа Хорватського Відродження (з фонтаном)

## Відомі люди
- Антун Добронич — хорватський композитор.